# Hoher Riffler (Zillertaler Alpen)
Der Hohe Riffler ist ein 3231 m ü. A. hoher Berg in den Zillertaler Alpen, im Osten des Tuxer Kamms, im österreichischen Bundesland Tirol. Der Berg ist auf seiner nördlichen Seite firnbedeckt, von Süden erscheint er als Felsgipfel. Nach Südwesten, Norden, Nordosten und Südosten sendet der Berg ausgeprägte Grate, die teilweise die Anstiegswege tragen. Von dem westlich gelegenen Bergrestaurant Spannagelhaus und der südlich gelegenen Schutzhütte Friesenberghaus ist der Berg leicht zu erreichen und daher oft besucht. Im Winter ist er ein leichtes Ziel für Skibergsteiger. Zuerst bestiegen wurde er anlässlich der österreichischen Landesvermessung. Erster Tourist war, laut Literatur, ein H. Weber, geführt von Georg Samer im Jahr 1875. Mitglieder der KÖHV Leopoldina Innsbruck errichteten 1981/82 ein eisernes Gipfelkreuz mit dem Wappen der Verbindung.

## Umgebung

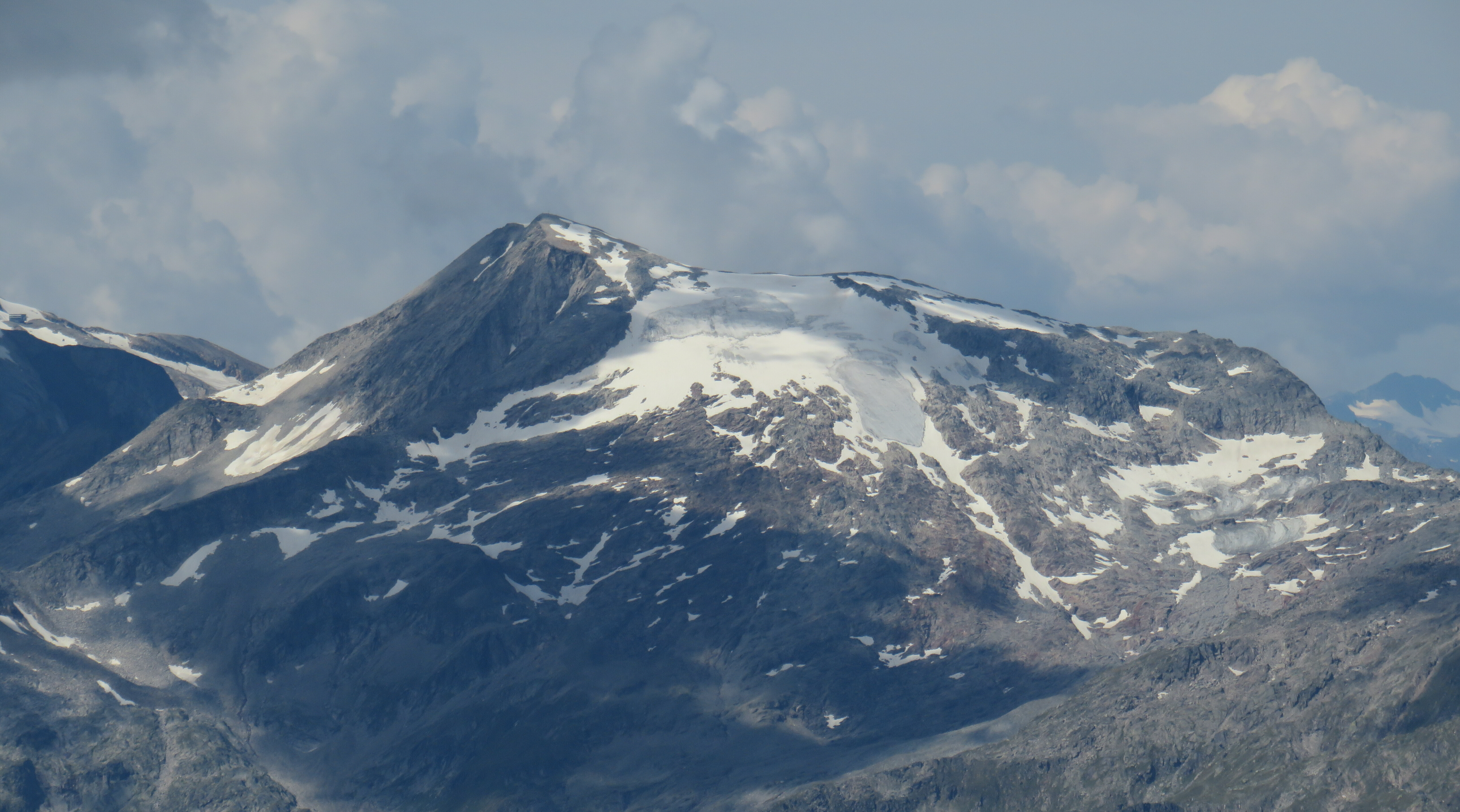
Hoher Riffler von Südosten, rechts das Federbettkees

Der Zillertaler Riffler ist nur im Norden und Westen von Gletschern umgeben. Im Norden erstreckt sich das Federbettkees bis kurz unterhalb des Gipfels, und im Westen liegt das bedeutend kleinere Schwarzbrunnerkees. Im Südosten sind noch die Überreste des Rifflerkees vorhanden, das im Zuge der globalen Erwärmung stark zurückgegangenen ist. Benachbarte Berge sind im Verlauf des Südwestgrats, getrennt durch die auf 2910 m Höhe gelegene Friesenbergscharte, die Gefrorene-Wand-Spitzen mit 3288 m, jenseits des Federbettkees, entlang des Nordgrats, der nach Nordosten abdreht, liegen, getrennt durch die Obere Rifflerscharte (2868 m), Grierer-Kar-Spitze (2952 m), Napfspitze (2925 m) und die 3039 m hohe Realspitze. Im Verlauf des Südostgrats liegt, oberhalb des Wesendlkarsees (Wasserspiegel auf 2375 m), getrennt durch die auf 2774 Metern Höhe gelegene Untere Rifflerscharte, der Kleine Riffler (2837 m). Die nächste bedeutende Siedlung ist der etwa vier Kilometer Luftlinie nordwestlich gelegene Wintersportort Hintertux.

## Stützpunkte und Routen

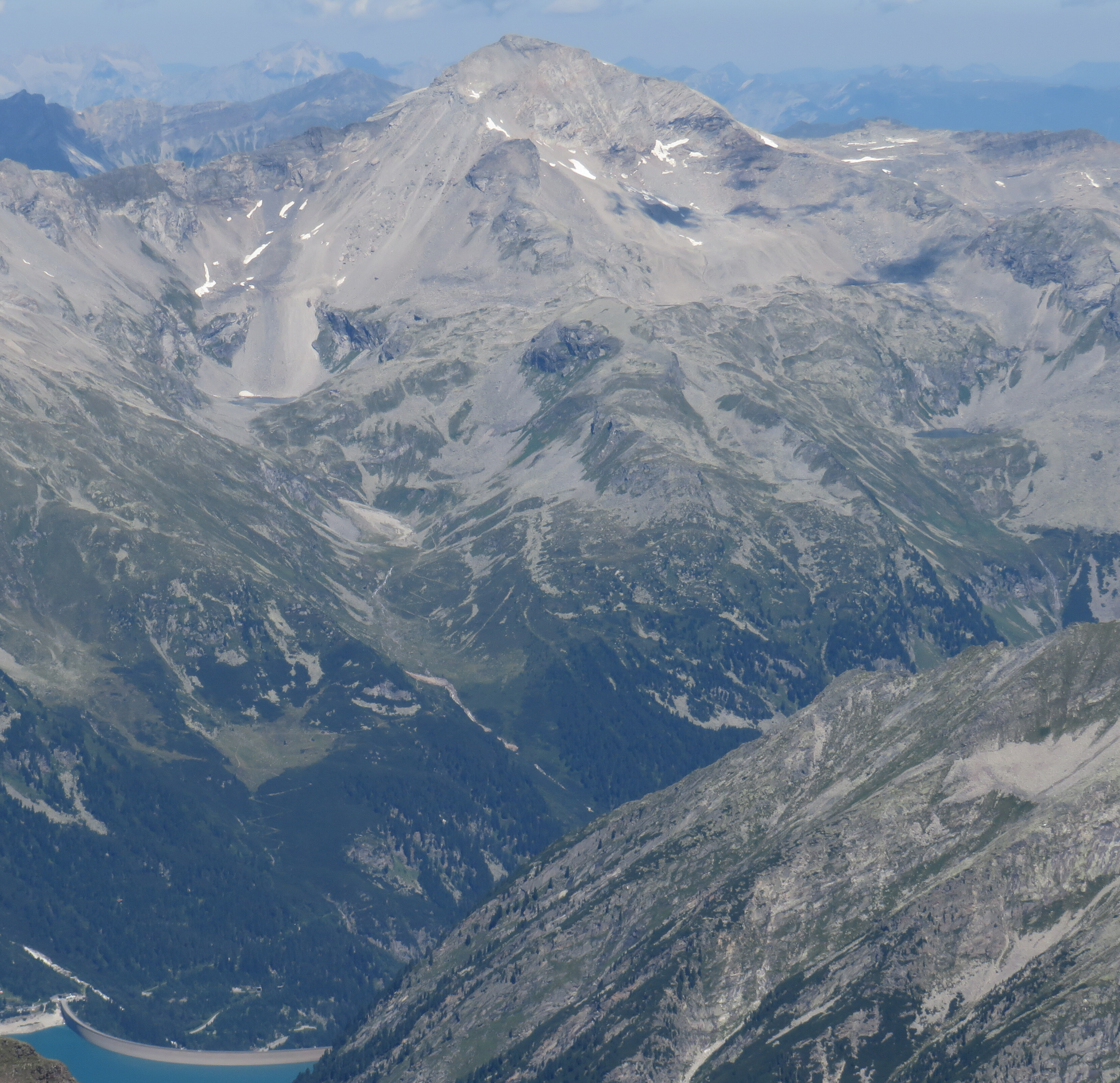
Hoher Riffler von Süden mit markiertem Normalweg über den Südwestgrat (mittig oben), mittig das Petersköpfel, rechts daneben das Wesendlkar mit dem Wesendlkarsee und dem Berliner Höhenweg Abschnitt Friesenberghaus - Gamshütte, mittig oben der Südostgrat (I), links oben die Friesenbergscharte, davor der Friesenbergsee mit dem Friesenberghaus, links unten der Schlegeisspeicher mit Normalweg zum Friesenberghaus

Stützpunkt zur eisfreien Besteigung über den Südgrat ist das Friesenberghaus auf 2498 m. Diese Route ist der Normalweg und weist den Schwierigkeitsgrad UIAA I auf (Blockkletterei, im unteren Teil auch länger Gehgelände) und ist als alpine Route deutlich markiert. Am Südgrat befinden sich häufig bis in den Hochsommer hinein Schneefelder oberhalb etwa 3.000 Meter. Vom Friesenberghaus beträgt die Gehzeit, laut Literatur, etwa zweieinhalb Stunden. Von der Tuxer Seite her kann der Berg vom Spannagelhaus aus ebenfalls eisfrei bestiegen werden, dabei folgt man zunächst dem markierten Steig hinauf Richtung Friesenbergscharte, biegt jedoch noch vor dieser im Bereich der sogenannten Oberen schwarzen Platte linker Hand nach Nordosten ab und steigt unmarkiert über teils Blockgelände und mehrere Rippen übersteigend zum unteren Rand des Schwarzbrunnerkees auf, unterquert dieses auf einer schmalen blockigen Moräne und erreicht schließlich in einem sehr großen Rechtsbogen über gerölliges und teils blockiges Gelände das Gipfelkreuz, Gehzeit ca. zweieinhalb Stunden, gutes Orientierungsvermögen und Trittsicherheit erforderlich, teils Steinschlaggefahr, oft bis in den Spätsommer hinein Schneefelder vorhanden. Im Winter ist über diese Route eine Besteigung auch als Skitour bei sicheren Verhältnissen (Lawinengefahr) möglich.

## Einzelnachweise

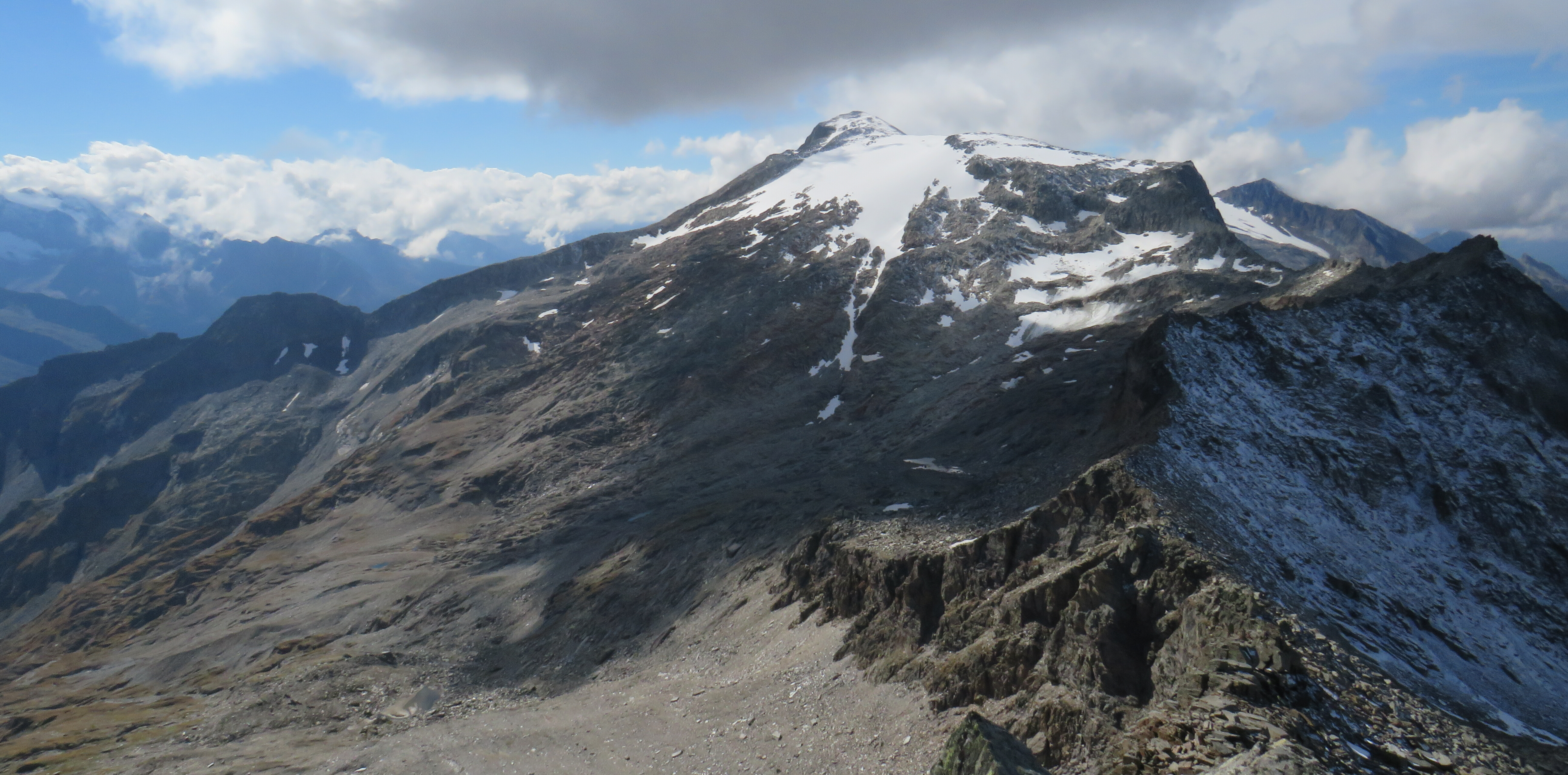
Kleiner Riffler, Untere Rifflerscharte, Hoher Riffler, Federbettkees, Napfspitze, Obere Rifflerscharte, Griererkarspitze (von links nach rechts), vorne links das Birglbergkar